# لي فاي
لي فاي (بالصينية: 黎斐) (17 فبراير 1983 في الصين - ) هو لاعب كرة قدم صيني في مركز الوسط. لعب مع نادي شنجن ونادي تشونغتشينغ.

## وصلات خارجية
- لي فاي على موقع قاعدة بيانات كرة القدم.إي يو (الإنجليزية)
- لي فاي على موقع Soccerway.com (الإنجليزية)
- لي فاي على موقع عالم كرة القدم.نت (الإنجليزية)